# Дивоптах червонохвостий
Дивоптах червонохвостий або черво́ний ра́йський птах (Paradisaea rubra) — птах, що належить до ряду горобцеподібних (Passeriformes) родини дивоптахових (Paradisaeidae).

## Опис
Самці в довжину сягають 33 см (без хвоста), самиці: 30 см. Вага самців: 158—224, а самиць: 115—208 грамів. Мають коричневе й жовте оперення. Ноги сірі, дзьоб жовтий. Самець яскравіший за самицю. Крім того, самець і самиця відрізняються забарвленням голови: у самця — зелене, а в самиці — жовте.

## Поширення
Ендемічний вид, поширений на кількох островах провінції Західне Папуа (Індонезія), а саме: Вайгео, Батанта, Gemien та Saonek. Населяє низовинні та гористі ліси до висот близько 600 метрів.

## Біологія
Одне або два яйця кладеться в гніздо, збудоване виключно самицею. Яйця насиджує самиця протягом приблизно 14—17 днів, молоді пташенята залишають гніздо за 15—20 днів після вилуплення. Птахи живляться фруктами, ягодами й комахами.

## Загрози та охорона
Знищення лісів є головною загрозою. Птах є в деяких охоронних районах і занесений до Додатка II CITES.

## Галерея

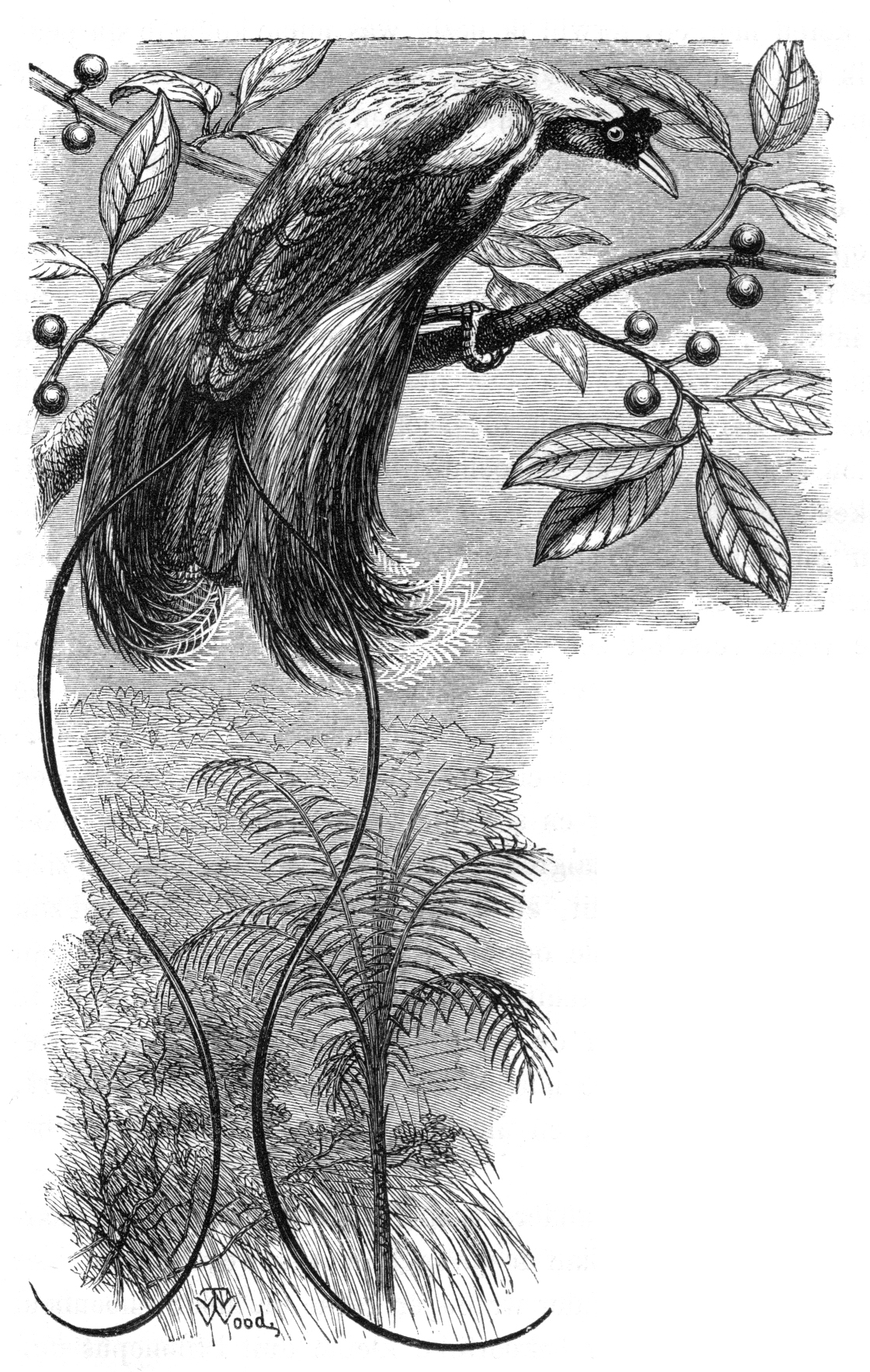
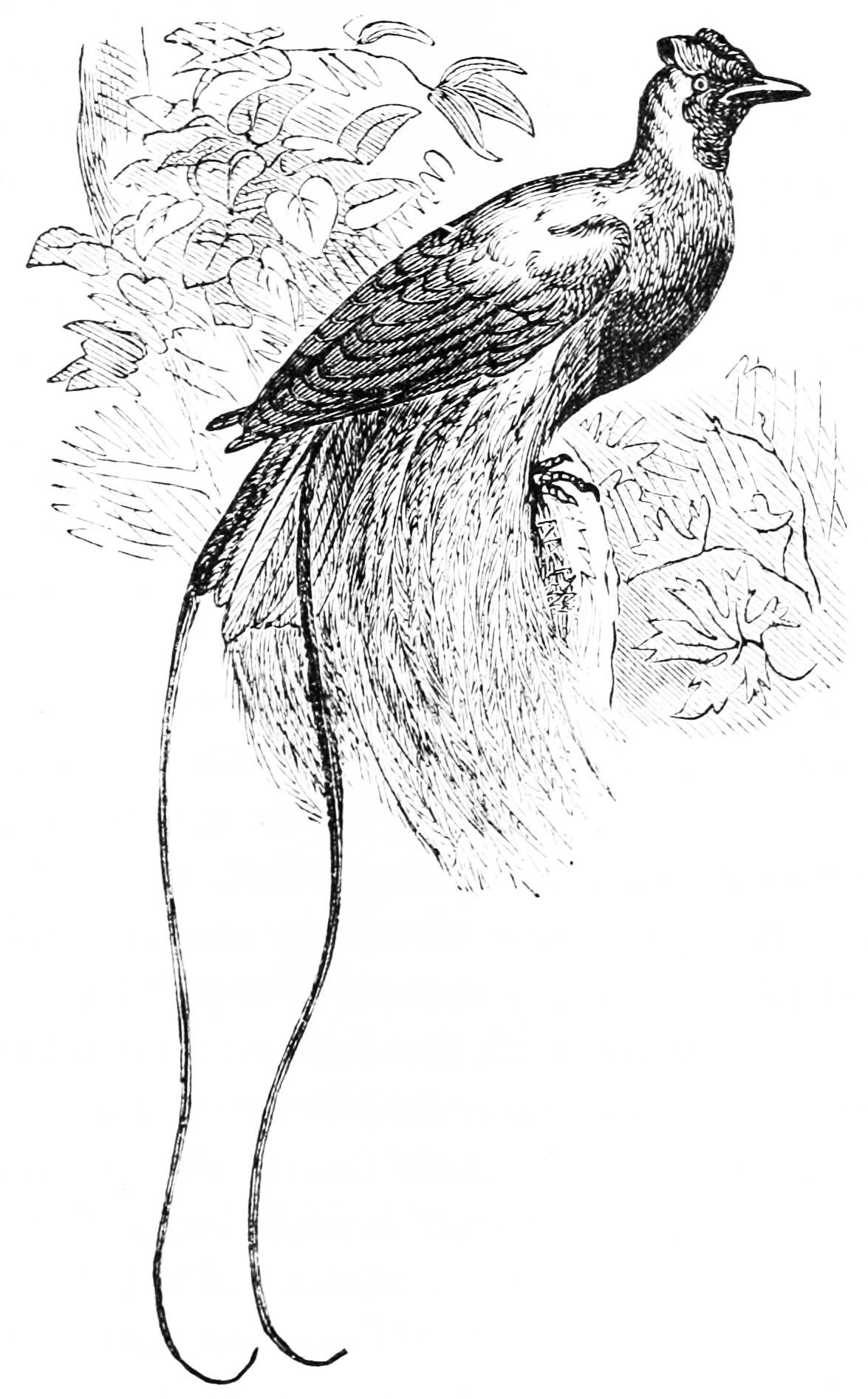
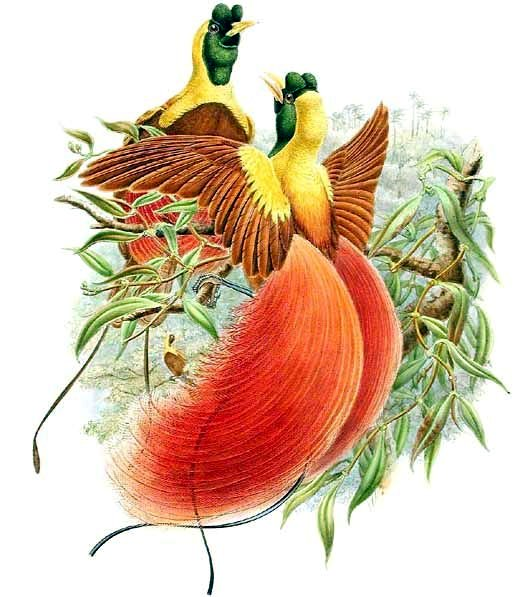
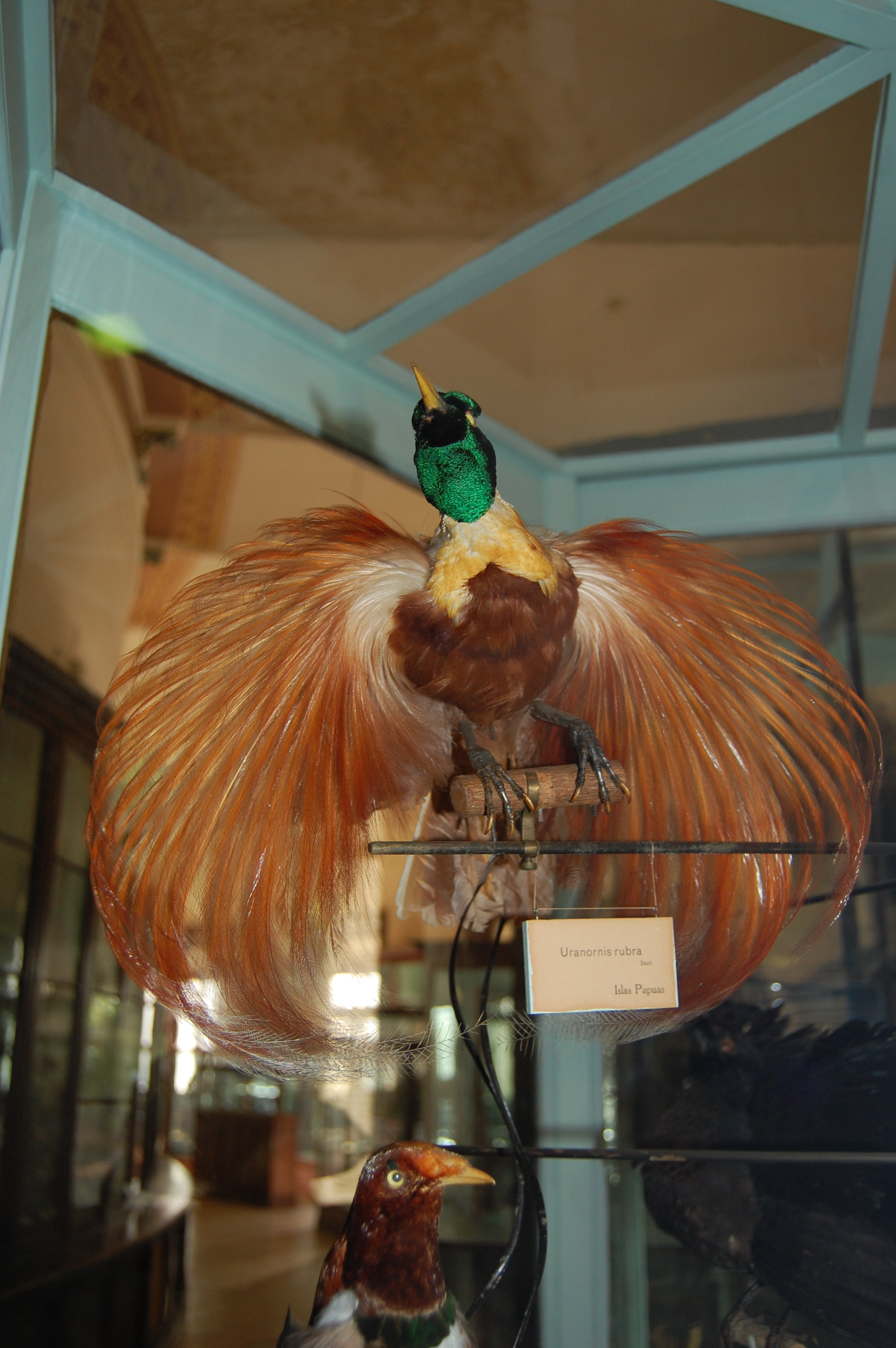